# Ollinsaari (ö i Lappland, Östra Lappland)
Ollinsaari är en mycket långsmal ö i Finland. Den ligger i sjön Kemi träsk och i kommunen Kemijärvi i den ekonomiska regionen  Östra Lapplands ekonomiska region  och landskapet Lappland, i den norra delen av landet, 700 km norr om huvudstaden Helsingfors. Öns area är 0,3 hektar och dess största längd är 360 meter i sydöst-nordvästlig riktning.